# Марченко Ілля Васильович
Ілля́ Васи́льович Ма́рченко (8 вересня 1987, Дніпродзержинськ) — український тенісист. 
Марченко став професіоналом у 2005 і відтоді грав здебільшого у ф'ючерсах та челенджерах. Перемог у турнірах ATP станом на червень 2011 у нього нема, але є одна перемога в челенджері. Його найкращий удар - бекхенд, а найулюбленіше покриття - хард.

### Виступи на Олімпіадах
| Олімпіада | Дисципліна      | Стадія | Супротивник    | Результат | Місце | Загальне місце |
| Ріо 2016  | Тенніс Особисті | 1 коло | Seppi (Італія) | 1:2       | 2     | 33             |
| Ріо 2016  | Тенніс Пари     | 1 коло | Італія         | 0:2       | 2     | 17             |